# UTC−01:00
| Južni poletni/severni standardni čas Morska območja | Severni poletni/južni standardni čas Standardni čas vse leto |

UTC-01:00 je časovni pas z zamikom −1 uro glede na univerzalni koordinirani čas (UTC). Ta čas se uporablja na naslednjih ozemljih:

## Kot standardni čas (vse leto)

### Atlantski ocean
- Zelenortski otoki

## Kot standardni čas (samo pozimi na severni polobli)

### Atlantski ocean
- Azori

### Severna Amerika
- vzhodna Grenlandija – naselje Ittoqqortoormiit in okoliška ozemlja